# Sesselbahn Ehrenbreitstein
| Sesselbahn Ehrenbreitstein   | Sesselbahn Ehrenbreitstein                                                         |
| ---------------------------- | ---------------------------------------------------------------------------------- |
| Lage:                        | Koblenz-Ehrenbreitstein » Kreisfreie Stadt Koblenz » Rheinland-Pfalz » Deutschland |
| Gebirge:                     | Felszunge Ehrenbreitstein » Westerwald (Rheinisches Schiefergebirge)               |
| Seilbahntyp:                 | EUB                                                                                |
| Talstation:                  | 50° 21′ 41,2″ N, 7° 36′ 52″ O                                                      |
| Bergstation:                 | 50° 21′ 49,8″ N, 7° 36′ 50,5″ O                                                    |
| Hintergrund                  |                                                                                    |
| Eigentümer:                  | Sesselbahn KG                                                                      |
| Eröffnung:                   | 1955                                                                               |
| Firma:                       | J. Pohlig AG (Köln)                                                                |
| Letzte Fahrt:                | November 2009                                                                      |
| Rückbau:                     | 2010                                                                               |
| Ersatzbau:                   | 2010–2011 Schrägaufzug Ehrenbreitstein                                             |
| Technische Daten             |                                                                                    |
| Länge (Fahrbahn):            | 290 m                                                                              |
| Talstation:                  | 106 m ü. M.                                                                        |
| Bergstation:                 | 194 m ü. M.                                                                        |
| Höhendifferenz:              | 88 m                                                                               |
| Sessel:                      | 26 (je 2 Personen)                                                                 |
| Beförderungsleistung (max.): | 400 Personen pro Stunde und Richtung                                               |
| Fahrzeit (min.):             | 3' 44"                                                                             |
| Geschwindigkeit (max.):      | 1,25 m/s ~= 4,5 km/h                                                               |
| Förderseildurchmesser:       | 22 mm                                                                              |
| Elektroantrieb:              | in Talstation                                                                      |
| Seilbahnstützen:             | 6                                                                                  |

Die Sesselbahn Ehrenbreitstein war ein 1955 in Betrieb genommener Sessellift, der vom Koblenzer Stadtteil Ehrenbreitstein zur Festung Ehrenbreitstein verlief. Bis 2009 verband die Sesselbahn den Stadtteil Ehrenbreitstein mit der Festung auf dem kürzesten Weg. Die Sesselbahn war vor allem für die Besucher des auf der Festung befindlichen Koblenzer Landesmuseums, Touristen und Tagesausflügler konzipiert. Danach wurde die Anlage 2011 durch den Schrägaufzug Ehrenbreitstein ersetzt.

## Geschichte

### Erbauung 1955

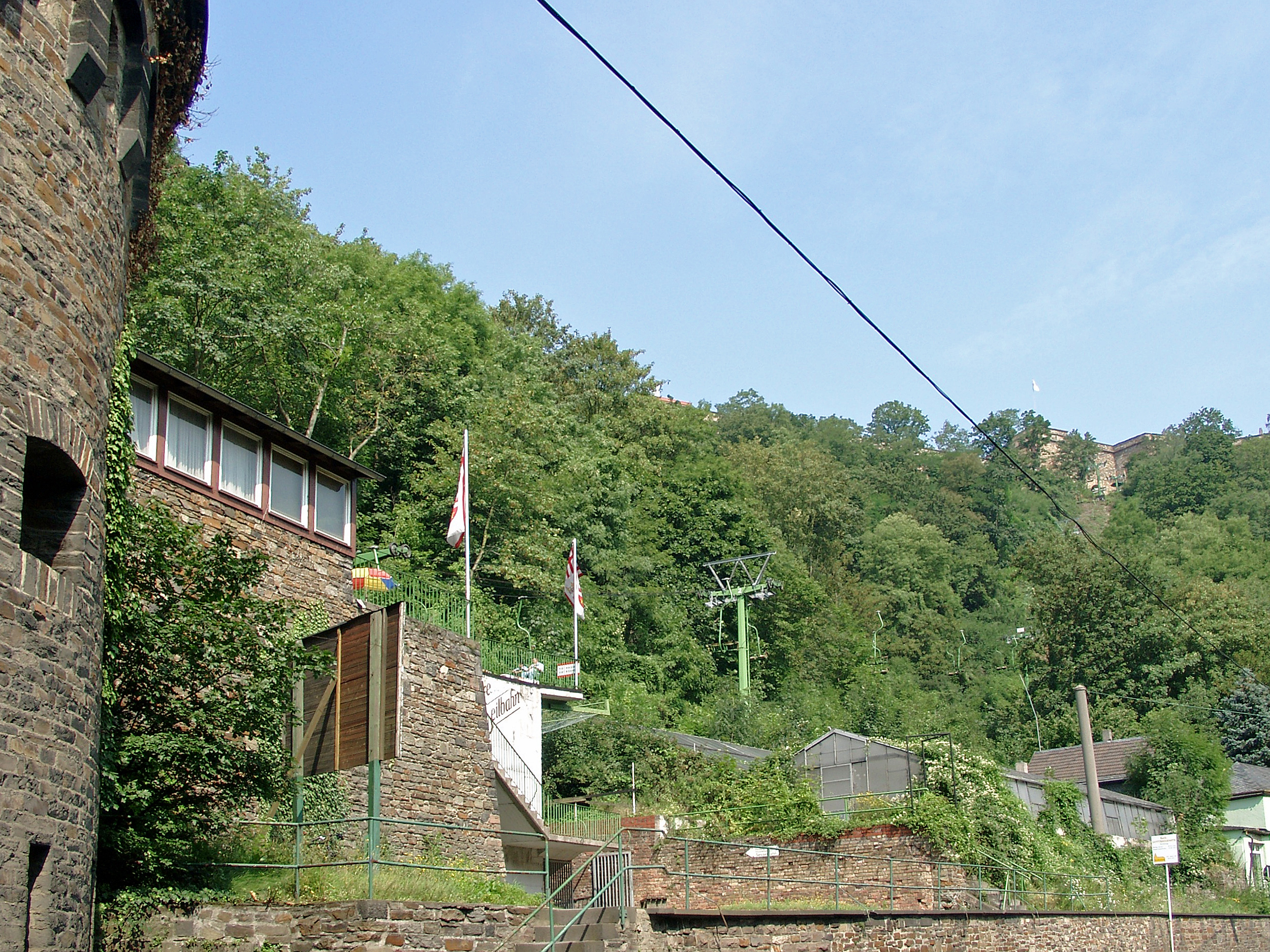
Die Sesselbahn Ehrenbreitstein in Koblenz 2004

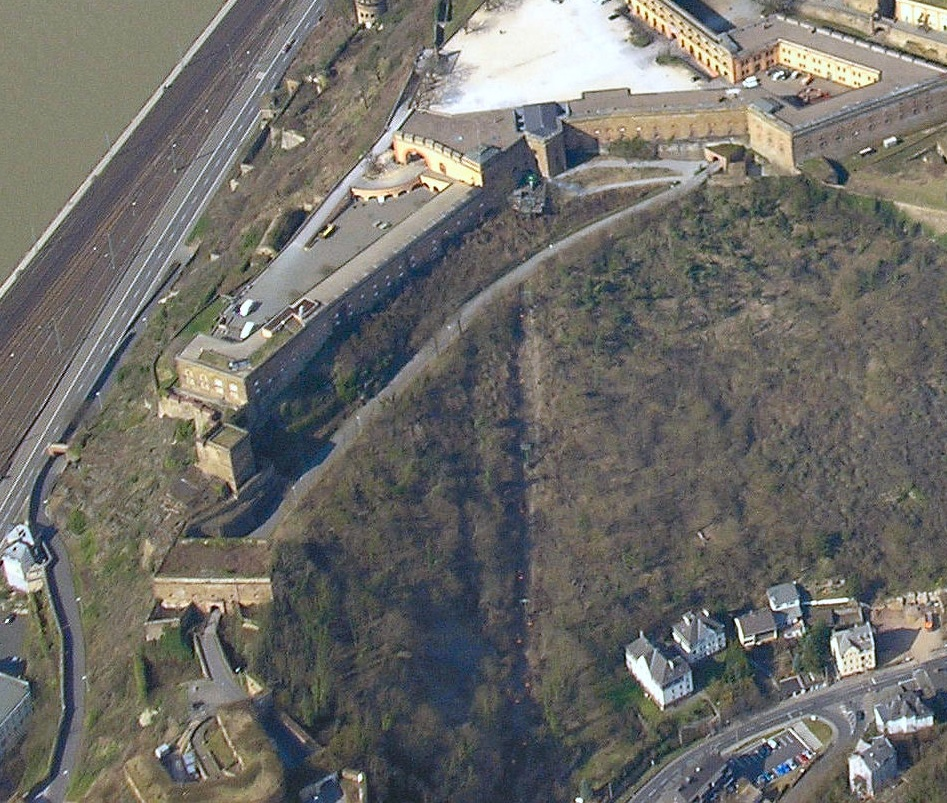
Bergstation der Sesselbahn mit Schneise für den Fahrweg am Südosthang zur Festung Ehrenbreitstein 2006

Die Sesselbahn Ehrenbreitstein wurde 1955 von der J. Pohlig AG aus Köln auf der Südostseite der Festung Ehrenbreitstein am Steilhang des gleichnamigen Berges errichtet.
Die Betriebszeiten variierten je nach Jahreszeit und richteten sich nach der Öffnungszeit des Landesmuseums Koblenz. Betriebsbeginn war 9 oder 10 Uhr, die letzte Fahrt zwischen 17 und 20 Uhr. In der Winterpause zwischen November und März waren Museum und Sesselbahn geschlossen.

### Rückbau 2010
Der Vertrag zwischen dem Besitzer des Geländes (Land Rheinland-Pfalz) und dem Betreiber der Anlage wurde nach der Saison 2009 nicht mehr verlängert. Ende November 2009 stellte der Betreiber den Betrieb ein.
Mehrere Gründe führten zu dieser Entscheidung. Ein Hauptgrund war, den in beide Richtungen fließenden Autoverkehr vom schmalen steilen Felsenweg verbannen zu können, um Gefahren durch entgegenkommende Fahrzeuge, Glatteis und Fußgängergruppen zu minimieren. Mit der bestehenden Sesselbahn konnte keine autofreie Festung erreicht werden. Es fehlten die Möglichkeit des Gepäcktransports für die Besucher der Jugendherberge, die Möglichkeit des barrierefreien Zugangs und die Möglichkeit des automatisierten Betriebs auf Anforderung in den wenig frequentierten Zeiten. Ein Aufstieg zu Fuß über den Felsenweg (durchschnittlich ca. 15 % Steigung) mit Gepäck, Kinderwagen, Rollstuhl oder Gehhilfen gestaltet sich ohne zusätzliche Automobilität beschwerlich.
Im Rahmen des Verkehrskonzepts zur Bundesgartenschau 2011 in Koblenz diskutierte man die Möglichkeit einen Schrägaufzug auf der deutlich steileren Rheinseite zu installieren, etwa dort, wo Anfang des 19. Jahrhunderts während des Neubaus der Festung die „Schienenfahrt“  existierte, ein preußischer Lastenaufzug vom Rheinufer hoch zur Großen Traverse. Man entschied die neue Strecke nicht zu bauen. Stattdessen sollte die bestehende Sesselbahn durch eine Kabinenbahn oder einen Schrägaufzug ersetzt und der Fußweg durch die Felsstollen renoviert werden. Gleichzeitig sollten die Stollen für Kunstausstellungen vorbereitet und ein neues Beleuchtungskonzept installiert werden. Die rohen Felswände wurden kontrastreich beleuchtet, indem die Leuchtstoffröhren am Tunnelfirst durch Spotleuchten auf Fußniveau ersetzt und der ertüchtigte Bodenbelag des Weges mit kontrastierendem Zierkies eingerahmt wurden.
Nach dem Rückbau Mitte 2010 wurde im Jahr 2011 der vollautomatische barrierefreie Schrägaufzug Ehrenbreitstein mit kürzerem Fahrweg an etwa gleicher Stelle eröffnet. Die Jugendherberge bekam einen direkten Zugang von der Bergstation durch den Fahnenturm in die niedrige Ostfront. Durch den Schrägaufzug mit einer Kabine für 25 Personen, ganzjährig täglich über 19 Stunden Betriebszeit und neu geschaffenen kostenpflichtigen Parkmöglichkeiten für Jugendherbergsgäste neben der Talstation konnten der Obere und Untere Schlosshof während der Bundesgartenschau 2011 und danach seit dem 1. April 2012 autofrei sein.
Der nördliche Eingang zur Festung von Seiten des Felsplateaus erhielt einen neuen Parkplatz nach dem Rückbau der Gebäude für die Bundesgartenschau 2011. Vom linksrheinischen Koblenz aus ist das Felsplateau seit 2010 mit der Seilbahn Koblenz direkt zu erreichen. Dadurch wird der Schrägaufzug vom Touristenstrom entlastet. Der Fußweg vom Rheinufer zur Talstation durch die Felsenstollen wurde 2011 wegen Vandalismus vorübergehend ganztägig geschlossen. Seit 2013 ist der Tunnel dauerhaft gesperrt auf Grund einer Entscheidung der Generaldirektion Kulturelles Erbe Rheinland-Pfalz nach erneutem Vandalismus.
Ausnahmen sind geführte Exkursionen durch den Bunker vor allem an Denkmal- und Kulturtagen.

## Technische Daten
Die Anlage war eine Einseilumlaufbahn mit am Seil fest angebrachten Sesselgehängen, früher „Sessellift“ genannt. Über die Seilbahnstützen führten zwei weitere fest installierte Seile, an denen elektrische Leitungen von der Tal- bis zur Bergstation hinauf befestigt waren.
Die Sitzflächen, Rücken- und Armlehnen der Sessel bestanden aus Holz, verschraubt mit dem Sesselgehänge aus Stahlrohr.
Die Sessel hatten keine Fußstützen. In den 1950er Jahren waren über jedem Sitz kleine Markisen gegen Regen angebracht, die nach einigen Betriebsjahren dauerhaft entfernt wurden.
Die Länge der Fahrbahn betrug 290 Meter. Sie überquerte den Fußweg zur Talstation und die Straße vom Rheinufer zum Oberen Festungshof. Der Fahrweg der Sesselbahn hatte verschiedene Steigungen. Zwischen Stütze 3 und 5 erreichte die Fahrbahnneigung ca. 62 Prozent. Der größte Abstand zwischen den Stützen betrug 83 Meter. Das bei der Einweihung 1955 eingebaute 22 mm dicke Stahlseil erreichte eine Bruchlast von 38.000 kg.
Über die Jahre wurde die Anlage den Veränderungen in den Vorschriften laufend angepasst. Weithin sichtbar waren die nachträglich hinzugefügten Anbauten an den Stützen für die Haltegeschirre des Wartungspersonals und die begehbare Plattform unter dem Querträger der Stützen.

## Bauwerke

### Talstation

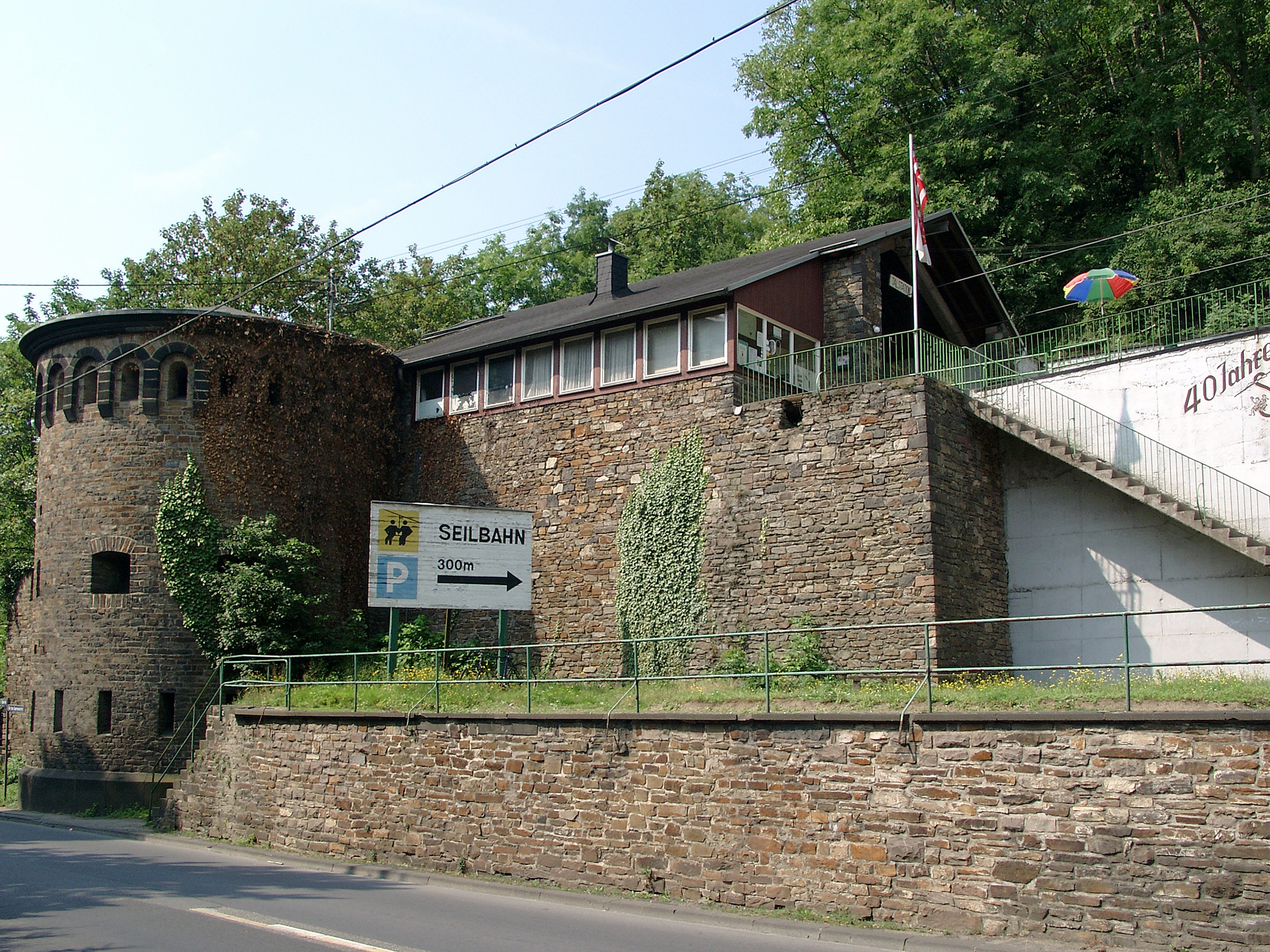
Die Talstation, links der Rundturm des Sauerwassertors, 2004

Die Station befand sich am Rande des niedrig gelegenen Siedlungsgebiets des Stadtteils Ehrenbreitstein im nach Nordosten verlaufenden Obertal. Direkt an der historischen Stadtmauer der Stadtbefestigung Ehrenbreitstein erbaut, lag sie zwischen einem erhaltenen Rundturm vom Sauerwassertor und dem steilen Schieferfelsen unterhalb des Felssporns mit dem Fort Helfenstein. Die hintere Betonwand der Station war mit der Stadtmauer verbunden. Zur Plattform für den Ein- und Ausstieg gelangte man über fünfunddreißigstufige Außentreppen, die nur von einem Fußweg erreicht werden konnten.
Der Fußweg verband das Rheinufer mit dem ca. 26 Meter höher gelegenen Tal. Am Rheinufer befinden sich der Fähranleger zur Rheinfähre von/nach Koblenz und der Bahnhof Koblenz-Ehrenbreitstein. Der vom Rhein her ansteigende Weg durchquerte den Schieferfelsen unter dem Fort Helfenstein. Der Fußweg begann am Parkplatz „Sesselbahn“ zwischen Marstall und Rhein-Museum, führte an der Südfassade des Marstalls entlang, verlief etwa 300 Meter durch Felsstollen, wonach der Weg an der Talstation vorbei nach einigen Metern ohne Steigung über eine Treppe ins Tal führte. Der Durchgang durch die Stollen wurde nur zu den Betriebszeiten der Sesselbahn geöffnet. Derzeit und voraussichtlich auf Dauer ist der Durchgang wegen ständiger Zerstörung der Beleuchtungseinrichtung gesperrt.
Die Route durch den Felssporn nutzte die aus zwei Richtungen zur Bunkeranlage „Felsenbunker“ (erbaut 1941–1943 wegen der Luftangriffe auf Koblenz) führenden Zugangswege und die Stollen der Bunkeranlage selbst. Bis 1970 konnte vom Fußweg aus die gesamte Bunkeranlage erkundet werden. Bis 1985 waren die vom Weg abzweigenden Stollen des Bereichs „Felsenlabyrinth“ geöffnet. Die nach 1985 verbliebene Strecke durch den Fels führt durch beleuchtete Stollen, deren Wände und Firste überwiegend aus Schiefergestein im Rohzustand sind.

### Bergstation

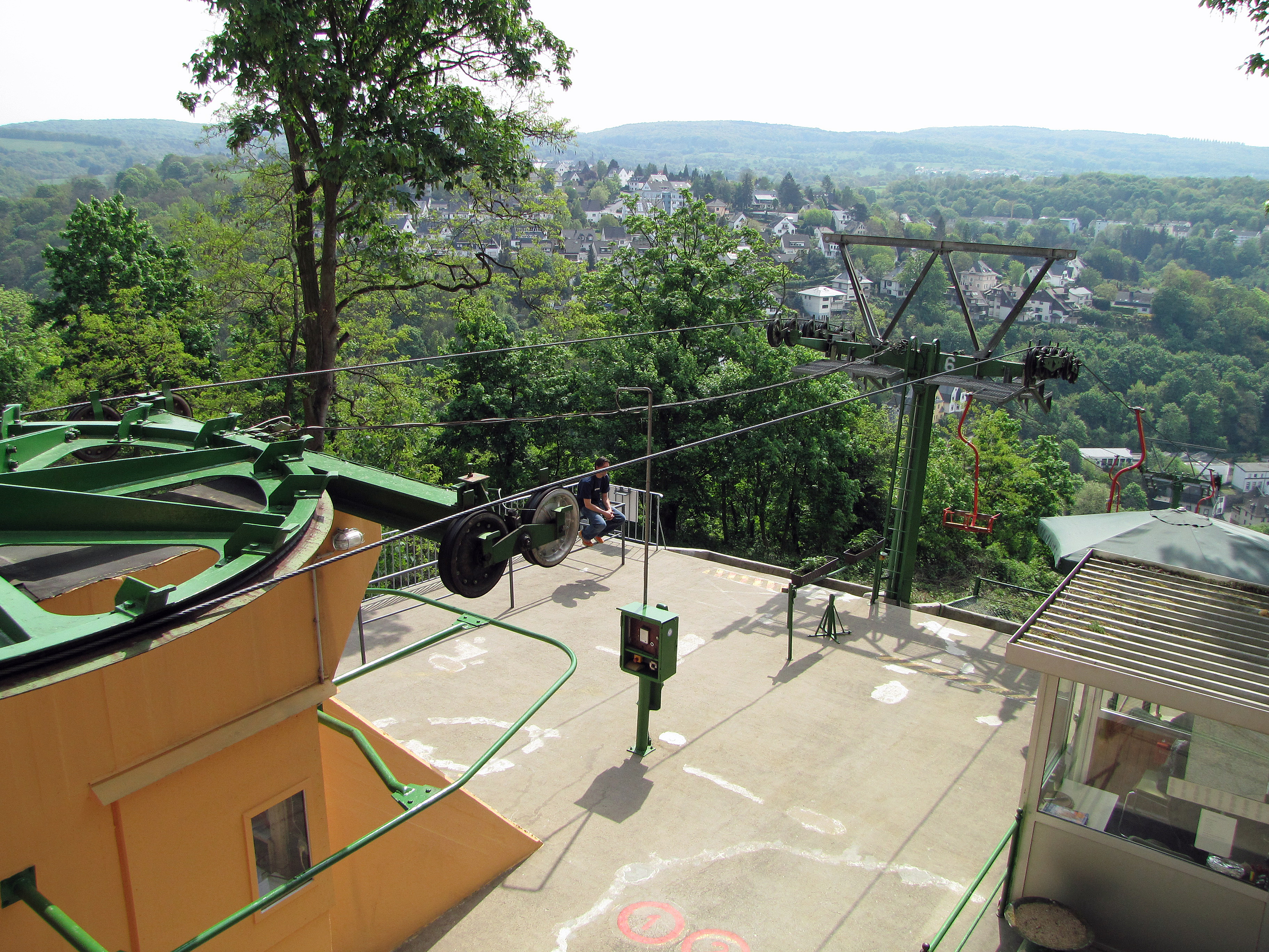
Die Bergstation 2009

Die nicht überdachte Bergstation lag am Hang in einer von den Mauern der Großen Traverse und Festungskirche gebildeten Ecke. Von dort gelangte man über eine offene Treppe auf eine kleine Aussichtsplattform, durch einen Rundbogen in der Mauer in die Große Traverse, durchquerte sie, auch während der umfangreichen Ausgrabungen 2008, und weiter durch einen Rundbogen auf den westlichen Teil des Oberen Schlosshofs. Alternativ führte eine Treppe von der Bergstation einige Meter abwärts zum Felsenweg, der bergauf durch das Felsentor als Tunnel unter dem östlichen Teil des Oberen Schlosshofs verläuft und vor der Kurline auf dem Niveau des Platzes endet.